# Nonanska kiselina
Nonanska kiselina (pelargonska kiselina) je organska kiselina koja se sastoji od lanca dugog devet ugljenika koji se zavržava karboksilnom grupom. Njena strukturna formula je . Nonanoinska kiselina formira estre — nonanate. Ona je prozirna, uljasta tečnost neprijatnog, oštrog mirisa. Ona je skoro nerastvorna u vodi, ali je veoma rastvorna u hloroformu, etru, i heksanu.
Njen indeks refrakcije je 1,4322. Njena kritična tačka je na 712 K (439 °) i 2,35 MPa.

## Pojava i upotreba
Nonanska kiselina je masna kiselina koja se prirodno javlja u estrima u ulju pelargonijuma. Sintetički estri, kao što je metil nonanat, se koriste kao arome.
Nonanska kiselina se takoše koristi u pripremi plastifikiatora i lakova.